# گاوسهره کوبایی
گاوسهره کوبایی ((نام علمی: Melopyrrha nigra) گونه‌ای از پرندگان آوازخوان از سردهٔ گاوسهره‌های سیاه است. این یکی از اعضای خانواده فرخندگان است که در زیرخانواده Coerebinae قرار دارد که دربر گیرندهٔ سهره‌های داروین نیز می‌شود.
گاوسهره کوبایی (Melopyrrha nigra) یک گونه بومی است که منحصراً در کوبا یافت می‌شود. زیستگاه‌های طبیعی آن شامل جنگل‌های جلگه‌ای نمناک نیمه‌گرمسیری یا گرمسیری، جنگل‌های کوهستانی نمناک نیمه‌گرمسیری یا گرمسیری، و همچنین جنگل‌های پیشین به شدت دگرگون‌شده‌است. IUCN به دلیل وضعیت آسیب‌پذیر بودن، آن را در زمره گونه‌های نزدیک تهدید طبقه‌بندی می‌کند.